# Frau Dorothys Bekenntnis
Frau Dorothys Bekenntnis, conosciuto anche col titolo inglese Mrs. Dane's Confession, è un film del 1921, diretto da Michael Curtiz.

## Trama
Un uomo viene trovato morto in una camera d'albergo. Una donna viene ritenuta responsabile, ed è arrestata. Inizialmente non risponde agli interrogatori, poi comincia a raccontare. Dice di chiamarsi Dorothy, e, dopo la morte dei propri genitori, di avere abitato presso il ricco zio, Carleton.
Dorothy è vittima di un agguato, peraltro sospetto, in quanto gli assalitori non mostrano particolare convinzione e la lasciano fuggire sul proprio cavallo, priva di sensi. Il cavallo galoppa, e la situazione si fa grave: un uomo nota il pericolo, la insegue (rischiando di essere travolto da un treno), e, raggiuntala, la trae in salvo. È Harry Harwood. Dorothy, affascinata dall'atto di eroismo del suo salvatore, in breve tempo perde la testa per lui, al punto di rompere il suo precedente fidanzamento con William, rampollo di ottima famiglia.
Harry incontra gli assalitori, fra i quali un tale Jimmy: in effetti era d'accordo con loro, e il suo scopo era mettere le mani, seducendo Dorothy, sul grande patrimonio dei Carleton. Quando lo zio della giovane - che era invece sospettoso, e, dopo aver compiuto qualche accertamento capisce i veri intenti di Harry - lo mette alla porta, Harry allerta Jimmy su un'operazione da compiere quella notte stessa.
Mentre Harry staziona all'interno del giardino del palazzo dei Carleton, Jimmy vi penetra, e poco dopo ne esce, scavalcando il cancello: viene colto sul fatto dalla polizia e viene arrestato. Il mattino dopo la servitù scopre il cadavere dello zio giacere a terra all'interno della casa. Il medico legale rileva che sul corpo non si trovano tracce di violenza, e che la morte è avvenuta per soffocamento, verosimilmente alla stessa ora in cui Jimmy si trovava nel palazzo.
Jimmy è dunque sospettato, ma, al processo – durante il quale vengono sentiti anche Dorothy, Harry e il maggiordomo - dichiara di essere penetrato dai Carleton per svaligiare la cassaforte, e, una volta apertala, sarebbe stato investito dal cadavere dello zio che vi era rinchiuso. Non si riesce a stabilire se si tratta di un omicidio; Jimmy comunque è condannato ad una pena detentiva, e dopo aver scambiato qualche occhiata complice con Harry, viene condotto fuori dall'aula.
Dorothy e Harry si sposano. Corse di cavalli, gioco d'azzardo e dolce vita prosciugano in non lungo tempo il patrimonio, i creditori incalzano, il palazzo finisce all'asta. Harry ha lasciato Dorothy – dalla quale non ha ormai più niente da guadagnare -, non senza prima averle fatto pesare il fatto che la condizione di miseria che si profila lo avrebbe portato al suicidio ed averle proposto – ricevendone uno sdegnoso rifiuto – di sfruttare l'ammirazione che un facoltoso duca provava per lei per spremergli del denaro. Dorothy sperimenta l'indigenza per la prima volta in vita sua, e si impiega come operaia tessile. In officina ha un malore, viene portata in ospedale, e, qualche tempo dopo, partorisce un bambino.
Alla clinica si presenta solo William, l'antico fidanzato della donna. Egli fa di tutto per aiutare Dorothy, che, colpita dalle amare circostanze della sua vita, cade malata e deve passare del tempo in ospedale; e alla fine inizia un rapporto con lei, e la accoglie, insieme al neonato, a casa propria. Un nuovo periodo di prosperità inizia per la donna.
Jimmy esce di galera e incontra Harry, che si congratula con lui per l'eccellente prova fornita al processo, ed ammette che ad aver rinchiuso lo zio nella cassaforte, provocandone la morte per asfissia, era stato proprio lui. È ancora Jimmy a rendersi complice di Harry e – dopo aver allontanato con un pretesto William da casa – ad aiutarlo a penetrare, armato, nella nuova residenza di lei e William. Per farsi aprire la porta della camera Harry ricorre alle consuete minacce di suicidio. Non è difficile, poi, ad Harry, sedurre (di nuovo) la donna.
In seguito Harry e Jimmy – che probabilmente chiedeva qualche ricompensa per i suoi sacrifici – hanno un battibecco. Jimmy, trattato in malo modo da Harry, si reca da William e gli svela che Dorothy lo tradisce: non ci avesse creduto, sarebbe bastato – gli dice - , recarsi all'Hotel Salter quel pomeriggio. William ci va, scopre Dorothy con Harry, e, indignato, lascia la donna. Senza più connessione col facoltoso William, pensa Harry, non c'è più motivo per mantenere la relazione, e fa per andarsene, con sgomento di Dorothy, ingannata e sedotta in continuazione. Ella prende il revolver di Harry e lo uccide.
Termina il racconto di Dorothy durante l'interrogatorio, ed inizia il processo.
Assolta.
Al di fuori dell'aula del tribunale, ad attenderla, sotto la neve, c'è William. Col bambino.

## Produzione
Le riprese esterne sono state realizzate nei pressi dei Castelli di Laxenburg, nella Bassa Austria .
Il film è stato restaurato nel 2011 da Filmarchiv Austria a partire da una copia in nitrato proveniente dal British Film Institute; la lunghezza totale della pellicola restaurata è di 1521 metri.

## Distribuzione
Ottenuto il visto della censura il 13 agosto 1921, Frau Dorothys Bekenntnis è uscito nelle sale cinematografiche austriache il 7 ottobre dello stesso anno.
Il film è visionabile su YouTube.